# Wengen Jungfrau
Wengen Jungfrau är en bergstopp i Schweiz.   Den ligger i distriktet Interlaken-Oberhasli och kantonen Bern, i den centrala delen av landet, 60 km sydost om huvudstaden Bern. Toppen på Wengen Jungfrau är 3 925 meter över havet.
Terrängen runt Wengen Jungfrau är huvudsakligen mycket bergig. Närmaste större samhälle är Grindelwald, 10,9 km nordost om Wengen Jungfrau. 
Trakten runt Wengen Jungfrau är permanent täckt av is och snö. Runt Wengen Jungfrau är det ganska tätbefolkat, med 100 invånare per kvadratkilometer.